# Рихтер, Густав (офицер СС)
Густав Рихтер (нем. Gustav Richter; 19 ноября 1912, Штадтпроцельтен, Германская империя — 5 июня 1997, Кайзерслаутерн, Германия) — штурмбаннфюрер СС, специалист по решению еврейского вопроса в Румынии.

## Биография
Густав Рихтер родился 19 ноября 1912 года в семье мастера цеха Карла Рихтера. С 1932 года состоял в национал-социалистическом школьном союзе. В 1933 году сдал экзамены на аттестат зрелости в реальном училище. Получил юридическое образование. В ноябре 1933 года был зачислен в ряды СС. 1 мая 1933 года вступил в НСДАП (билет № 2710328). 1 марта 1934 года присоединился к службе безопасности (СД). С 1935 года служил в отделе СД по делам евреев в Штутгарте, где стал заместителем начальника отдела. С мая 1940 года и до конца 1941 года был заместителем начальника отделения СД в Мюльхаузене, а также некоторое время служил в Дижоне. 
С апреля 1941 по август 1944 года Рихтер был специалистом по решению еврейского вопроса в Румынии и полицейским атташе в Бухаресте. Изначально его задачей было оказание поддержки румынскому правительству в составлении «антиеврейского законодательства». В мае 1941 года Рихтер вернулся в Германию, поскольку румынское правительство даже без содействия Рихтера осуществило конфискацию еврейского имущества, инициировало погромы и убийства десятков тысяч еврейских граждан. По просьбе министра иностранных дел Румынии Михая Антонеску Рихтер был возвращён на свой пост в сентябре 1941 года. Он сотрудничал с румынским руководителем по еврейскому вопросу Раду Леккой, который непосредственно имел расположение к румынскому премьер-министру. В дальнейшем занялся роспуском «союза немецких общин» и добился введения юденрата. 29 июля 1942 года Рихтер и Антонеску договорились выслать 272 409 румынских евреев в лагерь смерти Белжец. 11 августа посол Манфред фон Киллингер проинформировал Берлин об обязательстве румынского правительства, а 19 августа телеграмма Рихтера прошла через руки Эмиля фон Ринтелена в министерство иностранных дел. Депортация была отложена из-за всё более напряжённых немецко-румынских отношений и в итоге не была осуществлена. Тем не менее при помощи Рихтера погибло 250 000 румынских евреев. В связи с вмешательством Рихтера в дела румынского правительства евреям не позволяли эмигрировать в Палестину. В течение войны влияние Рихтера на правительство Румынии неуклонно снижалось и в конечном счёте включало в себя только антибольшевистскую и антиеврейскую пропаганду. 
3 и 4 апреля 1944 года в Круммхюбеле состоялась рабочая встреча специалистов по решению еврейского вопроса от 12 дипломатических представительств  министерства иностранных дел. Франц Зикс призывал к «физическому уничтожению восточных евреев», как записал один из специалистов по решению еврейского вопросу Эберхард фон Тадден. Рихтер участвовал в этой встрече по служебным вопросам. После того как в Румынии ввиду событий на военном фронте случился переворот и переход на сторону антигитлеровской коалиции в августе 1944 года, Рихтер вместе с другими сотрудниками дипломатического представительства был передан Красной армии.

### После войны
В последующие годы Рихтер находился в разных тюрьмах Москвы. 31 декабря 1951 года ему было предъявлено обвинение в «шпионской деятельности» и подготовке агрессивной войны против СССР ввиду политического вмешательства в Румынии. 19 января 1952 года был приговорён к 25 годам заключения. Отбывал наказание в тюрьме во Владимире. В октябре 1955 года был освобождён и вернулся в ФРГ. В марте 1956 года нашел работу в отделе кадров химического концерна BASF в Людвигсхафене и в 1974 году вышел на пенсию.
В 1969 году Рихтер был допрошен после возбужденного в 1961 году дела относительно его участия в депортации румынских евреев. Он отрицал авторство статьи в бухарестском еженедельнике от 8 августа 1942 года с заголовком «Румыния должна быть свободна от евреев». Однако из-за другой статьи аналогичного содержания, написанной им и идентифицированной по имени, авторство Рихтера стало очевидным. 11 января 1982 года земельный суд Франкенталя приговорил Рихтера к 4 годам заключения за его участие в депортации румынских евреев.